# Ängi
Ängi – wieś w Estonii, w prowincji Viljandi, w gminie Suure-Jaani.